# Lion’s Head
Der Lion’s Head (afrikaans: Leeukop), wörtlich übersetzt Löwenkopf, jedoch auf älteren deutschen Karten als Löwenberg bezeichnet, ist neben dem Tafelberg einer der Hausberge Kapstadts. Er ist mit 669 Metern Höhe zwar nicht so hoch wie der Tafelberg, auf Grund seiner Kegelform und exponierten Lage gilt er jedoch als einer der schönsten Aussichtsberge in der Tafelbucht.

## Lage und Umgebung
Der Lion’s Head gehört neben dem Devil’s Peak und dem Signal Hill (auch Lion’s Rump) zum Massiv des Tafelberges im Table Mountain National Park. Er ist von Kapstadt nahezu umgeben. Nördlich befindet sich der Stadtteil Sea Point, östlich die Innenstadt, südlich Camps Bay und die Zwölf Apostel.

## Aussicht
Auf den Lion’s Head führt keine Seilbahn. Im Gegensatz zum benachbarten Tafelberg hat man vom Lion’s Head einen 360°-Blick. Die Wolkenbildung im Nebel ist hier im Vergleich zum Tafelberg geringer.
Neben dem alles überragenden Tafelberg sieht man den Devil’s Peak, die Zwölf Apostel, die Vororte Camp’s Bay, Sea Point, die weitläufige Tafelbucht und die Innenstadt von Kapstadt. Die weiträumigen Townships liegen eher hinter dem Devil’s Peak und dem Tafelberg. Meistens kann man auch die ehemalige Gefängnisinsel Robben Island und bei sehr guter Sicht die Bergketten in Richtung Kap der Guten Hoffnung sehen.
Wegen der Aussicht ist auch eine Besteigung am Abend beliebt. Viele Wanderer besteigen den Berg mit Hilfe von Taschen- oder Stirnlampen, um den Sonnenuntergang und anschließend den Blick auf die beleuchtete Stadt zu erleben.

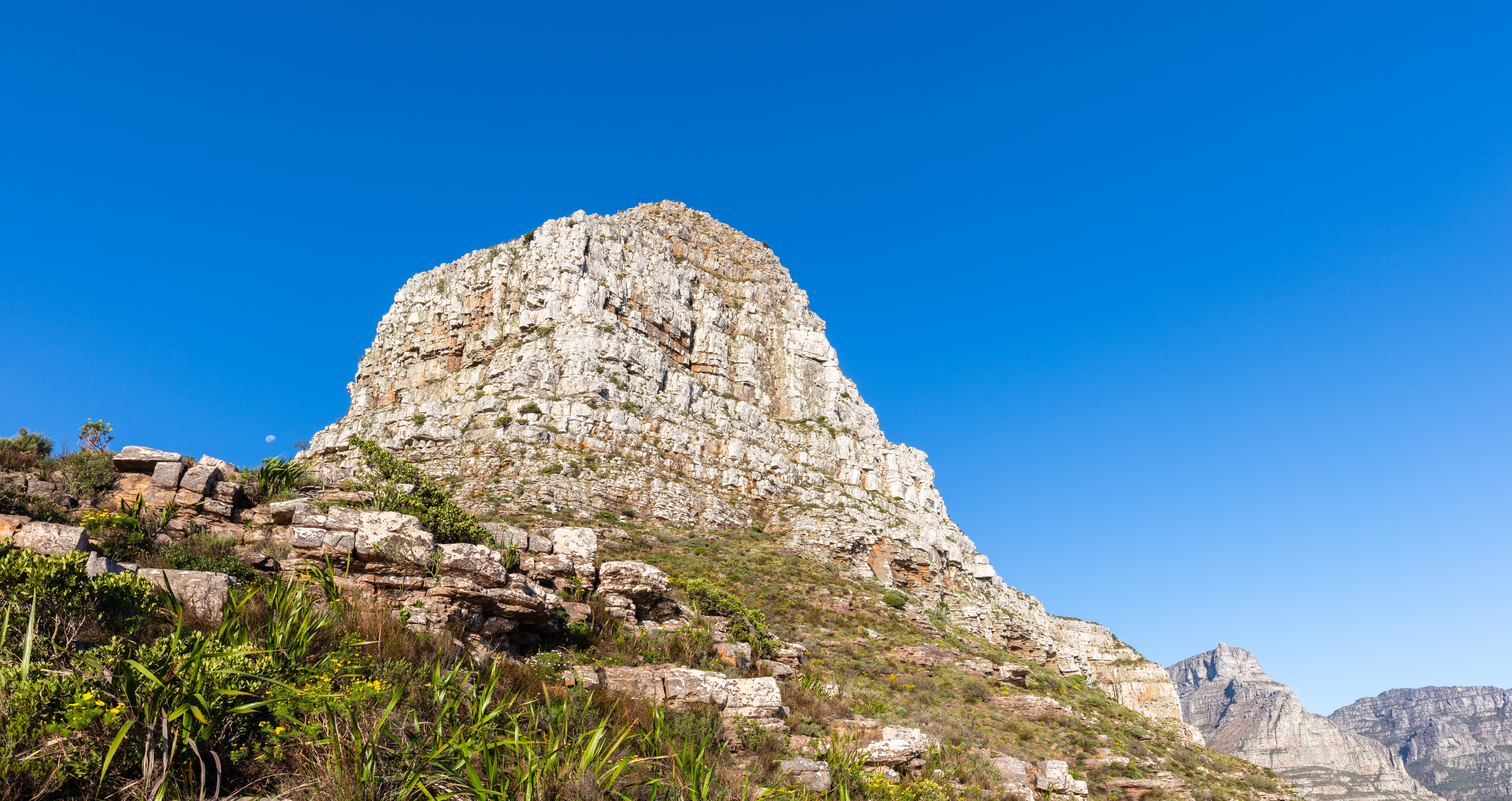
Kurz vor dem Gipfel, steilere Passagen
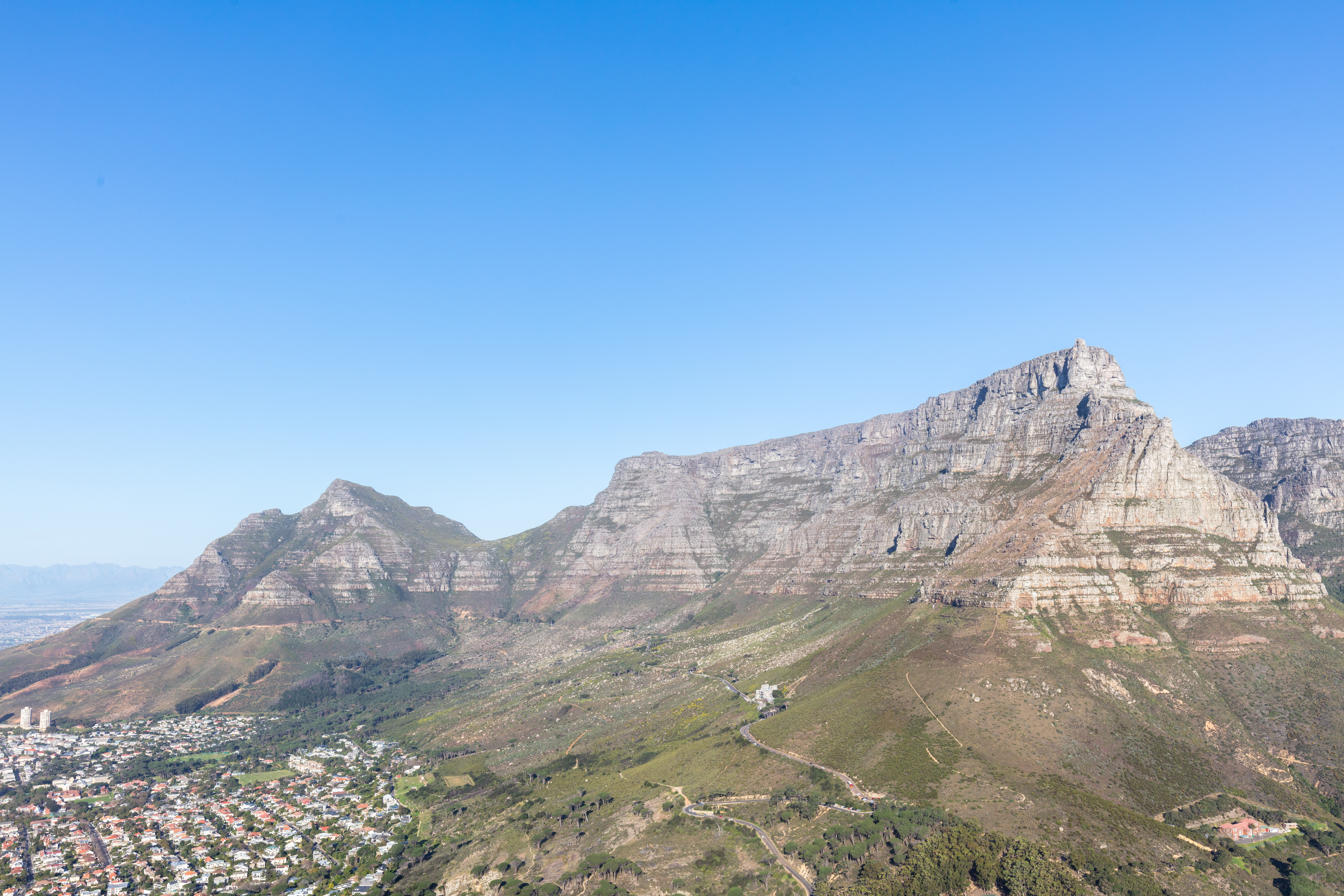
Blick vom Lion’s Head zum Tafelberg
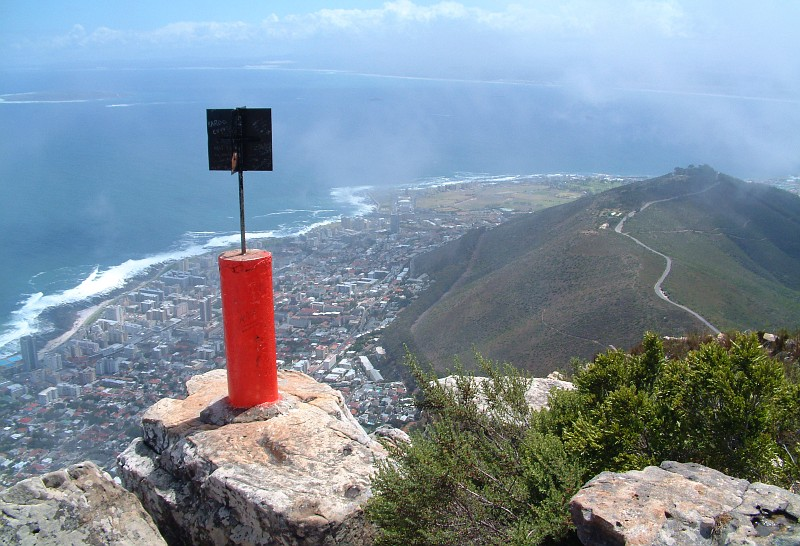
Auf dem Gipfel von Lion’s Head, Sea Point und Signal Hill
Blick von Kapstadt und Camps Bay vom Lion's Head.
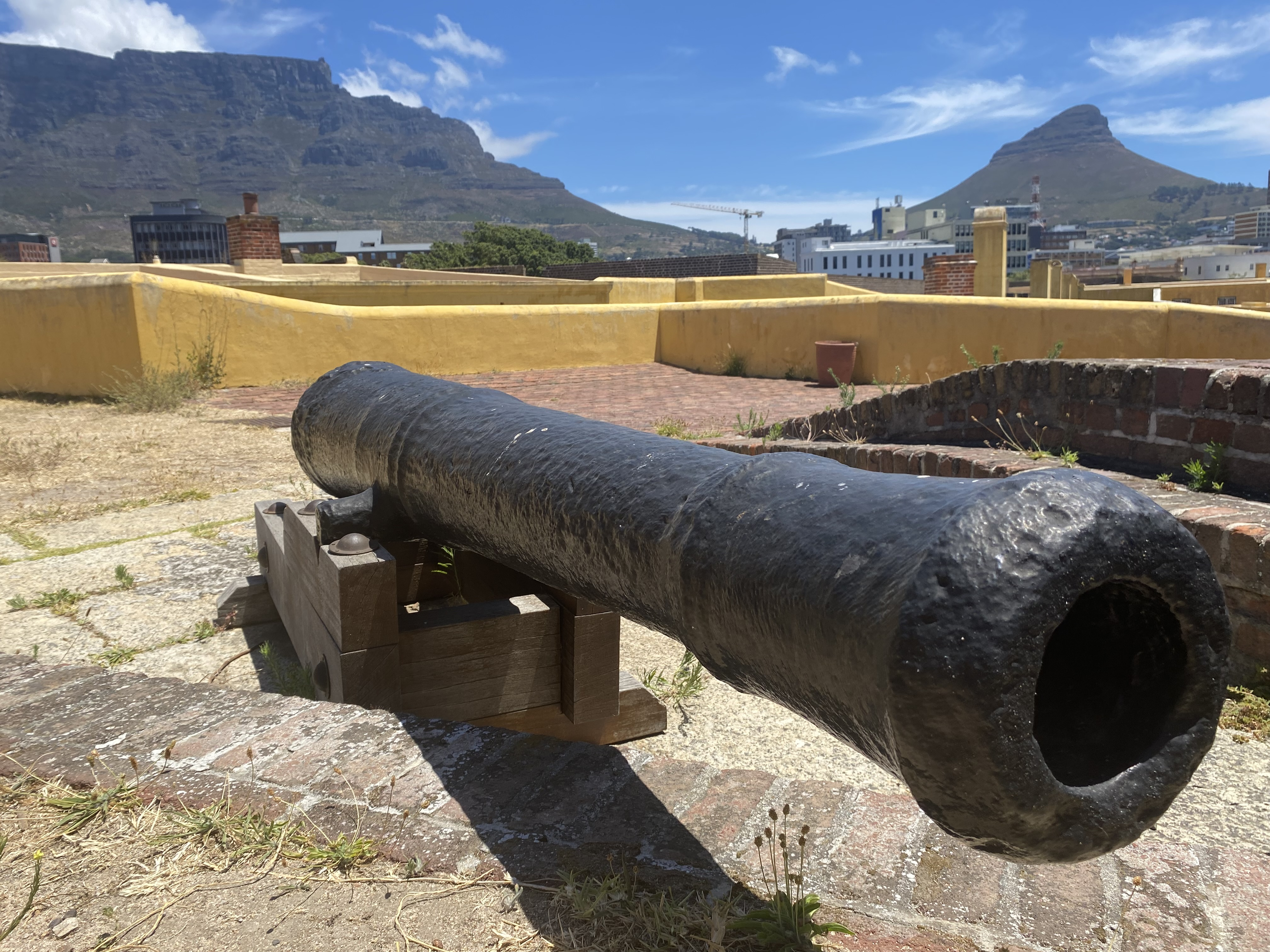
Blick auf den Lion’s Head (rechts) und dem Tafelberg (links) vom Castle of Good Hope aus gesehen.

## Geschichte

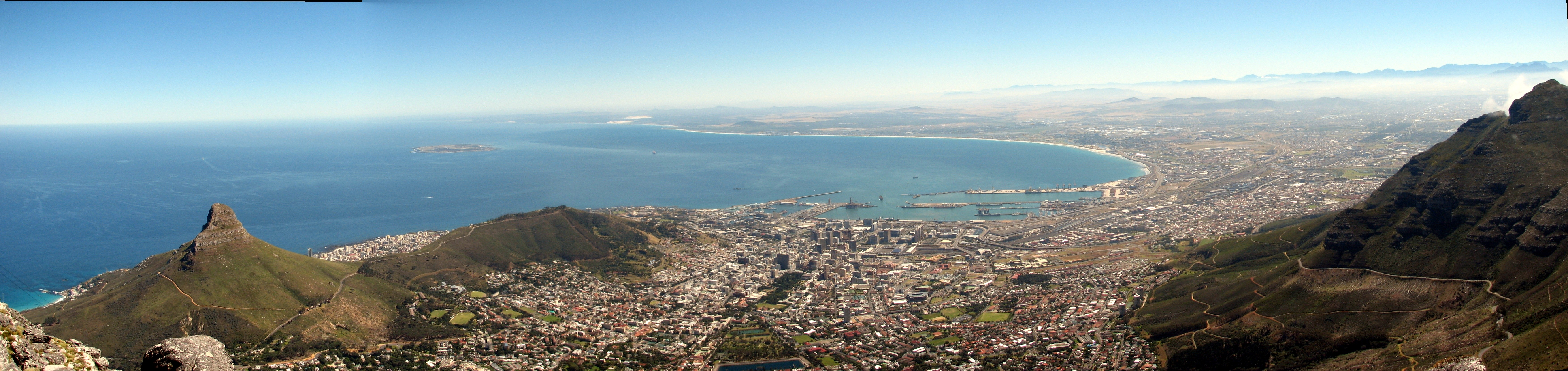
Blick vom Tafelberg auf den Lion’s Head, Kapstadt und die Tafelbucht mit Robben Island

Ursprünglich war die Gegend um den Lion’s Head von den San und Khoikhoi besiedelt. Im 17. Jahrhundert wurde der Berg von den 1652 gelandeten Niederländern Leeuwen Kop genannt. Sie vertrieben die Ureinwohner. Signal Hill und Lion’s Head haben sie an eine Sphinx erinnert und zum Namen inspiriert. Eine andere Theorie geht davon aus, dass die am Berg hausenden Löwen Namensgeber waren.
Die von den Niederländern ins Land geholten ersten Siedler am Berg waren malayische Einwanderer, welche die unteren Berghänge als Ort für Beerdigungen nutzten. Noch heute kann man vereinzelt historische Gräber und Schreine (Kramats) im dichten Fynbos entdecken. Die Briten, die 1806 die Macht am Kap übernahmen, nannten den Berg anfangs Sugar Loaf.
An den nördlichen Hängen des Lion’s Head wurde im 19. Jahrhundert Gold-Quarz entdeckt. Die „Löwenkopf Goldminen Gesellschaft“ wurde gegründet, Schächte wurden abgeteuft, hunderte private Schatzsucher unternahmen ungenehmigte Grabungen. Die versprochene Ergiebigkeit der Minen erwies sich jedoch als Irrtum.